# Bruno Aguiar
Pour les articles homonymes, voir Aguiar.
Bruno Aguiar, de son nom complet Bruno João Morais Aguiar, né le 24 février 1981 à Lisbonne, est un footballeur portugais qui évoluait au poste de milieu offensif.

## Biographie

### En club
Né à Lisbonne, Aguiar est formé au sein du centre de formation du SL Benfica, mais passe la grande majorité de son début de carrière professionnelle avec l’équipe réserve du club. Il a également été prêté à deux reprises, d’abord au Gil Vicente FC – pour six mois – puis au FC Alverca, aidant ce dernier, alors équipe satellite du Benfica, à remonter en Primeira Liga lors de sa deuxième saison complète, avant de revenir dans son club formateur.
Sous les ordres de Giovanni Trapattoni, nommé pour la saison 2004-2005, Aguiar dispute tous ses matchs officiels avec l’équipe première du Benfica. Il fait ses débuts lors du troisième tour préliminaire de la Ligue des champions de l'UEFA contre le RSC Anderlecht le 10 août 2004 (victoire 1–0 à domicile, défaite 1–3 sur l’ensemble des deux manches),. Il participe à 19 rencontres (840 minutes) lors de cette saison, qui voit Benfica remporter le championnat national pour la première fois depuis 1994. Toutefois, après le remplacement de l’Italien par Ronald Koeman, il est mis de côté et quitte finalement le club.
En janvier 2006, Aguiar signe avec le FBK Kaunas, qui le prête immédiatement au Heart of Midlothian, les deux clubs étant alors détenus par Vladimir Romanov. Il fait ses débuts officiels lors d’une défaite 2-1 contre Aberdeen en février, et dispute 11 autres rencontres d’ici à la fin de la saison 2005-2006, contribuant à la deuxième place finale du club en Scottish Premier League ainsi qu’à la conquête de la Coupe d’Écosse.
La saison 2006-2007 débute difficilement pour Aguiar, qui est expulsé lors du match aller du troisième tour préliminaire de la Ligue des champions contre l’AEK Athènes FC, après avoir écopé d’un second carton jaune pour avoir jeté le ballon alors que son équipe menait 1–0 – les Grecs profitent ensuite de leur supériorité numérique pour s’imposer 2–1.
Une longue blessure éloigne ensuite Aguiar des terrains pendant dix-huit mois, avant qu’il ne revienne en octobre 2008, à l’occasion du Derby d'Édimbourg où il inscrit un coup franc permettant à son équipe d’obtenir le match nul. Le 9 décembre, il reçoit le prix de joueur du mois de la Clydesdale Bank Premier League pour ses performances en novembre, et termine la saison 2008-2009 meilleur buteur du club avec sept réalisations.
En tant que joueur libre, Aguiar s’engage avec l’AC Omonia en juin 2009. Il quitte le club cinq ans plus tard, à l’âge de 33 ans, après avoir contribué à la conquête de cinq trophées majeurs, dont le titre de champion de Chypre 2009-2010, saison durant laquelle il prend part à 15 rencontres et inscrit un but. Il retourne ensuite dans son pays natal et rejoint le Clube Oriental de Lisboa.
En novembre 2016, peu après la relégation de son dernier club en deuxième division, Aguiar annonce sa retraite sportive.

### En sélection
Aguiar faisait partie de l’équipe du Portugal des moins de 21 ans qui a terminé troisième au Championnat d'Europe espoirs 2004 et s’est qualifiée pour les Jeux olympiques d’Athènes, aux côtés de plusieurs futurs internationaux A tels que Hugo Almeida, Bruno Alves, José Bosingwa, Danny, Raul Meireles ou Hugo Viana. Il ne fut toutefois pas retenu dans la liste finale pour cette dernière compétition.

## Palmarès

### En club
SL Benfica
- Championnat du Portugal :
  - Vainqueur : 2004-2005.

- Supercoupe du Portugal :
  - Vainqueur : 2005.

 Heart of Midlothian FC
- Coupe d'Écosse :
  - Vainqueur : 2005-06.

 FBK Kaunas
- Championnat de Lituanie :
  - Vainqueur : 2004-2005.

- Coupe de Lituanie :
  - Vainqueur : 2005-06.

 Omonia Nicosie
- Championnat de Chypre :
  - Champion : 2009-10.

- Coupe de Chypre :
  - Vainqueur : 2010-11 et 2011-12.

- Supercoupe de Chypre :
  - Vainqueur : 2010 et 2012.

### En sélection
Portugal - 21 ans
- Tournoi de Toulon :
  - Vainqueur : 2001.